# 소프라노 색소폰
소프라노 색소폰(soprano saxophone)은 높은 음역대를 연주하는 색소폰으로, 목관악기이며 1840년대에 발명되었다. 소프릴로, 소프라니노, 소프라노, 알토, 테너, 바리톤, 콘트라베이스, 튜바로 구성된 색소폰 군 악기 중 3번째로 작다.
소프릴로와 더불어 일반적인 색소폰처럼 휘어진 모양이 아닌 일자 모양이라서 외형은 되려 오보에에 매우 가깝다.